# جيمس جيبسون (محامي)
جيمس جيبسون (بالإنجليزية: James Gibson)‏ هو قاضي ومحامي أمريكي، ولد في 1902، وتوفي في 29 مايو 1992.